# Дъф
Duff Beer е измислена марка бира в анимационния сериал Семейство Симпсън. Това е любимата бира на Хоумър Симпсън, главен персонаж в сериала. Пародия е на стереотипната търговска бира: умерена цена, лошо качество и се рекламира навсякъде. Официален представител на бирата е Duffman.
Duff Beer се предлага в няколко вида: обикновена, светла и суха. Тези видове са абсолютно еднакви по вкус и т.н, но Хоумър и Барни очевидно забравят това. В „Homer's Odyssey“ е описана като: „Бирата, с която дните ви отлитат бързо“. Има още няколко вида от бирата: Малина Duff, Лейди Duff и Tartar Control Duff.
Ирландия
Пивоварната Daleside в Англия прави бира, наречена Дъф. Дъф звучи като „dubh“ (черно на ирландски), това е 5% по-тъмна бира.
Мексико
От 2006 г. насам, Родриго Контрерас от Гуадалахара, Мексико се заел със създаването на бизнес с цел продажба на бира Дъф. Той успя да регистрира „Дъф“ в Мексико, както и името на домейна DuffDeMexico.com. Контрерас прави бутилката идентична с тази от „Семейство Симпсън“. Бирата се продава в няколко бара, но Контрерас заявява намерението си да я продава в магазини и дори да я изнася в Съединените щати. Този случай е написан в няколко мексикански вестници и списания.
Германия
В Германия пивоварната Eschweger Klosterbrauerei в Хесен успява да се сдобие с лиценз за „Дъф“ под немското име Reinheitsgebot.
Duff Energy Drink
В магазина The Simpsons Ride в Universal Studios се продават консерви енергийна напитка Duff, направена да изглежда като Дъф бира.
|  | Тази страница частично или изцяло представлява превод на страницата Duff Beer в Уикипедия на английски. Оригиналният текст, както и този превод, са защитени от Лиценза „Криейтив Комънс – Признание – Споделяне на споделеното“, а за съдържание, създадено преди юни 2009 година – от Лиценза за свободна документация на ГНУ. Прегледайте историята на редакциите на оригиналната страница, както и на преводната страница, за да видите списъка на съавторите. ВАЖНО: Този шаблон се отнася единствено до авторските права върху съдържанието на статията. Добавянето му не отменя изискването да се посочват конкретни източници на твърденията, които да бъдат благонадеждни. |